# Xanthoparmelia calvinia
Xanthoparmelia calvinia är en lavart som beskrevs av Hale. Xanthoparmelia calvinia ingår i släktet Xanthoparmelia och familjen Parmeliaceae.   Inga underarter finns listade i Catalogue of Life.